# Малафейково
Малафейково — упразднённая деревня в Антроповском районе Костромской области России.

## География
Урочище находится в центральной части Костромской области, в подзоне южной тайги, к северу от реки Нёмды, к востоку от автодороги 34Н-30, на расстоянии приблизительно 19 километров (по прямой) к югу от посёлка Антропово, административного центра района.

### Климат
Климат характеризуется как умеренно континентальный, с продолжительной холодной многоснежной зимой и коротким сравнительно тёплым летом. Среднегодовая температура воздуха — 2,5 °C. Средняя температура воздуха самого холодного месяца (января) — −12,6 °C (абсолютный минимум — −38 °C); самого тёплого месяца (июля) — 18,2 °C (абсолютный максимум — 36 °С). Годовое количество атмосферных осадков — 500—550 мм, из которых большая часть выпадает в тёплый период.

## История
В «Списке населенных мест Костромской губернии по сведениям 1870-72 годов» населённый пункт упомянут как деревня Галичского уезда, расположенная при пруде, в 50 верстах от уездного города. В Малафейкове числилось 12 дворов и проживало 68 человек (31 мужчина и 37 женщин).
В 1907 году в деревне, относящейся к Ватамоновской волости, имелось 15 дворов и проживало 94 человека.
В 1926 году деревня входила в состав Палкинского сельсовета Пречистенской волости, числилось 20 дворов и 85 жителей. По состоянию на 1 января 1981 года входила в состав Палкинского сельсовета.